# فيل أودونيل
فيل أودونيل (Phil O'Donnell) (مواليد 25 مارس 1972)، هو لاعب كرة قدم كان يلعب كلاعب وسط. يلعب مع منتخب اسكتلندا لكرة القدم منذ عام 1993.

## مسيرته الكروية
لعب فيل أودونيل خلال مسيرته الاحترافية مع 3 أندية في تسعة عشر موسمًا وسجل خلالها 38 هدفًا ضمن 311 مباراة. حيث فاز في موسمين بالكأس وفي موسم واحد بالدوري.
خاض فيل أودونيل مسيرته مع نادي ماذرويل في موسم 1990–91 في المرة الأولى ليلعب معه خمسة مواسم ثم في موسم 2003–04 ليلعب معه خمسة مواسم، مشاركًا طوالها في 201 مباراة سجل خلالها 23 هدفًا. ثم انتقل إلى نادي سلتيك في موسم 1994–95 ليلعب معه خمسة مواسم، حيث شارك في 90 مباراة سجل خلالها 15 هدفًا. لينتقل بعدها إلى نادي شيفيلد وينزداي في موسم 1999–00 ليلعب معه أربعة مواسم، مشاركًا في 20 مباراة ولم يسجل أي هدف.

## وصلات خارجية
- فيل أودونيل على موقع الاتحاد الإسكتلندي (الإنجليزية)
- فيل أودونيل على موقع قاعدة بيانات كرة القدم.إي يو (الإنجليزية)
- فيل أودونيل على موقع ناشيونال فوتبول تيمز (الإنجليزية)
- فيل أودونيل على موقع Soccerbase.com (لاعب) (الإنجليزية)
- فيل أودونيل على موقع عالم كرة القدم.نت (الإنجليزية)